# Оводовский, Григорий Яковлевич
Григорий Яковлевич Оводовский (1 [14] ноября 1906, Прогнои, Таврическая губерния — 7 мая 1974, Ленинград) — капитан 1-го ранга Военно-морского флота СССР, участник Великой Отечественной войны, Герой Советского Союза (1945).

## Биография
Григорий Оводовский родился 14 ноября 1906 года в селе Прогной (ныне — Геройское). До призыва в армию работал рыбаком. В 1928—1931 годах проходил службу в Военно-морском флоте СССР. Демобилизовавшись, продолжал работать на Балтике. В 1941 году Оводовский повторно был призван на флот. С того же года — на фронтах Великой Отечественной войны. В 1942 году он окончил курсы усовершенствования командного состава. В 1943 году старший лейтенант Оводовский командовал 1-м звеном 4-го дивизиона катерных тральщиков ОВМБ КронМОР КБФ. В 1944 году — командир 1-го гвардейского дивизиона КТЩ Ладожского ВМБ КБФ, а с осени 1944 года капитан-лейтенант Оводовский командовал 7-м дивизионом тральщиком 2-й бригады траления Балтийского флота.
За время войны Оводовский совершил более 100 выходов на траление, проводку и десантирование. В 1944 году под его руководством было успешно осуществлено траление в Выборгском заливе, благодаря чему за десять дней было уничтожено 320 морских мин и проложен путь кораблям Балтийского флота к Выборгу. В августе 1944 года дивизион Оводовского протралил путь к Таллину, только за два дня уничтожив 248 мин, а в мае 1945 года — в Пиллау. Траления проводились в условиях постоянных авианалётов, однако боевая задача дивизионом была успешно выполнена.
Указом Президиума Верховного Совета СССР от 8 июля 1945 года за «образцовое выполнение боевых заданий командования на фронте борьбы с немецкими захватчиками и проявленные при этом мужество и героизм» капитан-лейтенант Григорий Оводовский был удостоен высокого звания Героя Советского Союза с вручением ордена Ленина и медали «Золотая Звезда» за номером 2919.
После окончания войны Оводовский продолжил службу в Советской Армии. В 1954 году он окончил курсы при Военно-морской академии. В 1956 году в звании капитана 1-го ранга Оводовский был уволен в запас. Проживал и работал в Ленинграде. Умер 7 мая 1974 года, похоронен на Красненьком кладбище Санкт-Петербурга.
Был также награждён тремя орденами Красного Знамени, орденами Нахимова 2-й степени и Отечественной войны 1-й степени, двумя орденами Красной Звезды, рядом медалей.
В честь Оводовского было названо рыболовное судно.
Мемориальную доску открыли на доме по адресу Краснопутиловская ул., д. 25 где жил Г. Я. Оводовский. Торжественное открытие состоялось 12.11.2020.